# Додо Пицца
«До́до́ Пи́цца» — российская сеть предприятий быстрого питания.

## История
«Додо Пицца» была основана предпринимателем из Сыктывкара Фёдором Овчинниковым. Весной 2011 года Овчинников арендовал в центре Сыктывкара небольшое помещение, открыл пиццерию, которая работала только на доставку, и к концу года заведение со стартовыми вложениями в 1,3 миллиона рублей вышло на 1 миллион месячного оборота.
К весне 2012 года в компании закрепились все рабочие процессы и появились первые франчайзи. Основой франшизы «Додо Пиццы» стала облачная ERP-система «Додо ИС», которая координирует в пиццерии все процессы: заказы, работу кухни, доставку, рекламу и общий менеджмент. Средства на развитие «Додо Пиццы» Овчинников привлёк у подписчиков своего блога «Сила ума», в котором много лет рассказывал об ошибках и успехах в бизнесе. Некоторые из подписчиков впоследствии сами стали франчайзи сети.
К концу 2012 года у «Додо Пиццы» было 8 заведений, к 2014 году — 25, а к началу 2015 — уже 50. В течение 2018 года открылось около 100 новых точек, и к началу 2019 года сеть насчитывала 442 пиццерии в России и за её пределами — в Беларуси, Великобритании, Казахстане, Киргизии, Китае, Литве, США, Узбекистане и Эстонии. По состоянию на сентябрь 2022 года в сети было 833 заведения в 16 странах. Большинство точек работали по франчайзинговой модели. К январю 2023 года число заведений достигло 1000, включая пиццерии как в России, так и в 16 других странах.
В октябре 2021 года основатель сети Фёдор Овчинников заявил, что часть франчайзинговых точек «Додо Пицца» может быть закрыта из-за несоответствия стандартам качества.

### Германия
В Германии «Додо Пицца» планировала начать работать в партнёрстве с местной сетью Uno Pizza. В марте 2018 года они подписали предварительное соглашение. Планировалось в течение 2019 года перевести под бренд «Додо Пиццы» 14 заведений в Саксонии и Саксонии-Анхальте, а затем открыть до 50 новых пиццерий. Сделка не состоялась, а летом 2019 года стало известно, что Uno Pizza была приобретена структурами Papa John’s. 5 ноября 2020 года первая пиццерия «Додо Пицца» открылась в Мюнхене.

### США
Предложение открыть пиццерию в Соединённых Штатах поступило Овчинникову от Стива Грина, издателя отраслевого журнала PMQ Pizza Magazine, где российского предпринимателя характеризовали как «возможно, Стива Джобса от пиццы». Первое заведение открылось в Оксфорде, Миссисипи, небольшом городе, где также располагалась редакция PMQ Magazine. Вторая пиццерия открылась в Саутхэйвене, после которого «Додо Пицца» планировала открыть заведения в Мемфисе и Джермантауне. В планы компании входило развитие сети в США без участия франчайзи до 2020 года.
В 2021 году все пиццерии «Додо Пицца» в США были закрыты.

### Китай
В Китае «Додо Пицца» начала работать в 2016 году с меню на основе местных ингредиентов под брендом Weimeida Pizza (кит. 味美达披萨, букв. «прекрасный вкус»). Первая пиццерия открылась в студенческом районе города Яньтай, вторая — в Ханчжоу. На китайском рынке привычная для «Додо Пиццы» модель пиццерии с доставкой оказалась неэффективной, поэтому в 2019 году заведение в Ханчжоу было решено перезапустить в престижном районе с нетипичным дизайном, новым меню и возможностью заказа через WeChat.
В апреле 2021 года Федор Овчинников сообщил, что «Додо Пицца» прекратит работу в Китае из-за отказа компании от глобальной бизнес-модели, а также из-за сложностей, возникших на китайском рынке: высокой конкуренции, сложном менталитете потребителя, неправильно выбранной бизнес-модели. Всего инвестиции в китайскую экспансию составили более $2,5 млн.

## Dodo IS

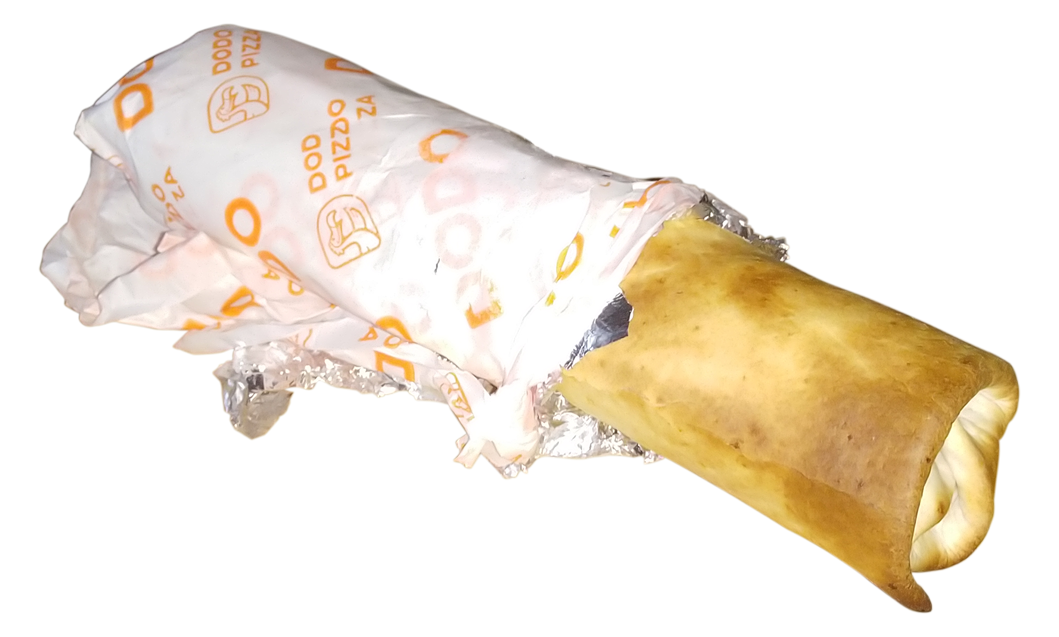
Продукт «Додстер»

Основа франшизы «Додо Пиццы» — облачная ERP-система «Додо ИС» (Dodo IS), которая организует рабочие процессы пиццерии, включая обработку заказов, работу кухни, доставку, управление штатом и маркетинг. «Глубокую оцифровку» и открытость процессов Овчинников считает концепцией «Додо Пиццы». Так с 2012 года в пиццериях установлены камеры, которые позволяют клиентам наблюдать за процессом приготовления пиццы. Компания использует системы на основе нейронных сетей для определения настроения посетителей, отслеживания распределения гостей по времени и даже контроля качества пиццы по малозаметным особенностям теста.

## Структура
Головной офис «Додо Пиццы» располагался до июня 2025 года в Сыктывкаре. С 2015 года он занимает здание бывшего советского завода паровых котлов. На 800 м² располагаются рабочие места 130 человек, включая более 70 программистов, и учебная пиццерия, где проходят подготовку будущие франчайзи и их сотрудники.
Собственная сеть пиццерий «Додо Пицца» находится под управлением компании «Пицца Венчур», которой на 100 % владеет «DP Global Group Limited». Работа с франчайзи организована через компанию «Додо Франчайзинг», которой на 100 % владеет «DP Global Group Limited», зарегистрированная на британских Виргинских Островах и принадлежащая Овчинникову на 69 %.
Франчайзи подписывают с « Додо Франчайзинг» договор коммерческой концессии, уплачивают паушальный взнос, роялти (3,5 % в первый год, 5 % со второго года) и комиссию за заказы, сделанные через единый колл-центр «Додо Пиццы». Новые франчайзи в обязательном порядке проходят 22-дневное обучение в головном офисе в Сыктывкаре, а разрешение на открытие пиццерии в выбранном месте получают только попробовав силы в небольшом городе. Компания разрабатывает для франчайзи дизайн-проекты помещений, регламентирует закупку продуктов и помогает в обучении сотрудников. Контролем работы франчайзи занимается отдельная структура «Додо Контроллинг».
Холдинг Dodo Brands, владеющий сетью ресторанов «Додо Пицца» и кофейнями «Дринкит», в 2025 году перенес регистрацию с Британских Виргинских островов в Международный финансовый центр «Астана», Казахстан.

## Инциденты

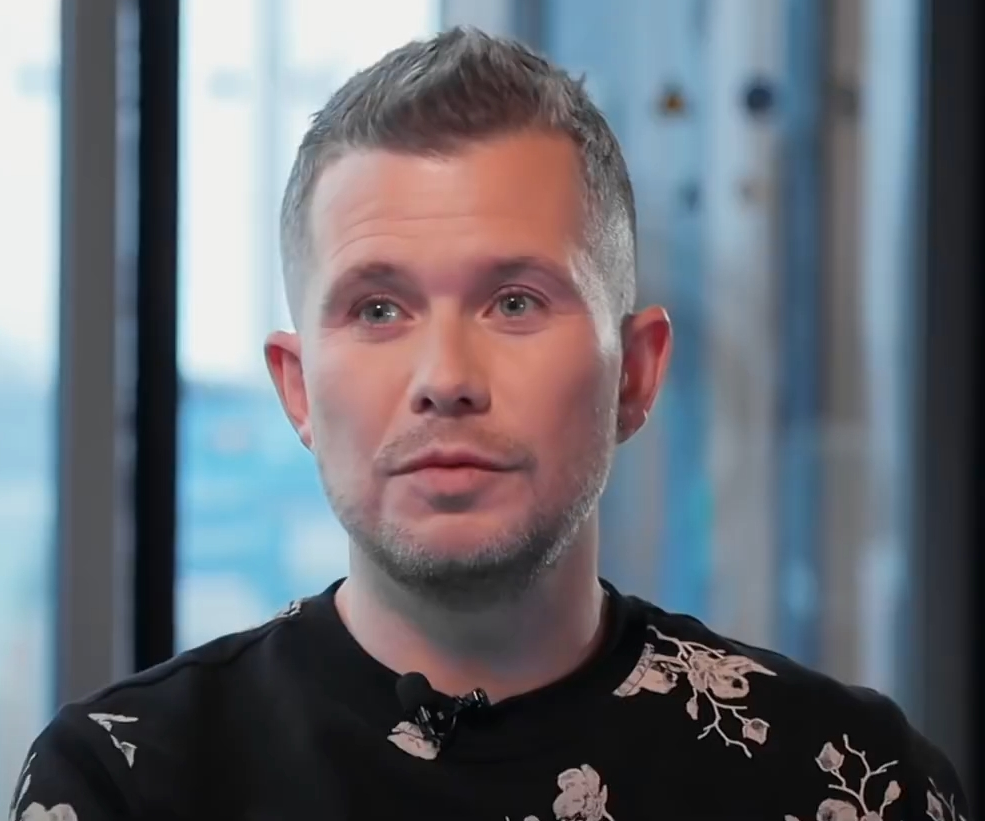
Фёдор Овчинников (2020)

### Инцидент с наркотическими веществами
В 2018 году стало известно о возбуждении уголовного дела о сбыте наркотиков, после того как в московском заведении «Додо Пицца» его сотрудник обнаружил закладку наркотических веществ. Основатель сети настаивает, что речь идёт о происшествии в партнёрском ресторане в Южном Медведкове, единственным владельцем которого является Станислав Семионов, подтвердивший информацию. Тем не менее, Фёдор Овчинников стал проходить по делу в качестве свидетеля и вызывался на допросы. В ходе допроса стало известно, что в деле присутствует заявление некой Прониной (совладелицы одной из франшиз «Додо Пиццы» в Люберцах) в ФСБ, в котором говорится, что якобы поставки наркотиков идут из Латинской Америки, ради чего владелец ездит за границу, а работающие за границей точки выступают в качестве прикрытия, причём по данным Овчинникова подпись Прониной на заявлении оказалась поддельной. В дальнейшем уголовное дело было возобновлено по требованию прокуратуры. В конечном счёте дело не повредило компании, которая продолжила работу, а Овчинников от этого дела не пострадал.

### Похищение Владимира Горецкого
По сообщению основателя сети «Додо Пицца» Фёдора Овчинникова, в 2019 году его бизнес-партнера Владимира Горецкого выманили под предлогом встречи с инвестором, а затем похитили и держали в заложниках в Латвии, при этом требуя крупную сумму денег. Узнав у него пароли от аккаунтов, похитители украли 3,6 миллионов рублей, заставили передать ещё 900 тысяч рублей, и отобрали у него технику. Затем его заставили подписать чистые листы бумаги и заставили сделать отпечатки пальцев на пистолете, угрожая, что при обращении в полицию «пистолет всплывет где нужно». Также он подписал долговые обязательства на сумму 32 миллионов рублей.

### Суд с франчайзи
В 2021 году Евгений Ткачев, франчайзи компании, подал в суд на «Додо Пиццу». Франчайзи компании оспаривал решение материнской компании об отключении его пиццерий в Ярославле от сети